# Wysoke (hromada Wysoke)
Wysoke (ukr. Високе) – wieś na Ukrainie, w obwodzie żytomierskim, w rejonie żytomierskim, siedziba hromady. W 2001 roku liczyła 1206 mieszkańców.